# ألين سوندرز
ألين سوندرز (بالإنجليزية: Allen Saunders)‏ هو رسام كارتون وصحفي وكاتب أمريكي، ولد في 24 أبريل 1899 في إنديانا في الولايات المتحدة، وتوفي في 28 يناير 1986 في ماومي في الولايات المتحدة.